# Адолф II (Валдек)
Адолф II фон Валдек (на немски: Adolf II von Waldeck; * ок. 1258; † 13 декември 1302, Лиеж) от Дом Валдек, е от 1270 до 1276 г. граф на Валдек, и от 1301 г. до смъртта си като Адолф I епископ на Лиеж.

## Биография
Той е най-възрастният син на граф Хайнрих III фон Валдек († 1267) и съпругата му Мехтхилд фон Куик-Арнсберг († 1298), дъщеря на граф Готфрид III фон Арнсберг. Брат е на Готфрид († 1324), от 1304 г. епископ на Минден, и на Ото I († 1305).
Адолф II наследява през 1270 г. дядо си Адолф I като граф на Валдек. Той и майка му подкрепят ландграфа на Хесен против Майнц и получават присъда от архиепископа на Майнц. Адолф II не успява да се ожени за София фон Хесен и се отказва като граф на Валдек в полза на най-малкия си брат Ото I.
Адолф II става клерик в Лиеж, Трир и Утрехт. През 1301 г. папата го избира за епископ на Лиеж. Той отива с голяма свита в Лиеж. Там Адолф действа против лихварите, подпалва им къщите. Има слухове, че е отровен от тях. Погребан е пред олтара на катедралата на Лиеж.